# Benigembla
Benigembla község Spanyolországban, Alicante tartományban. Lakosainak száma 559 fő (2024). Benigembla Castell de Castells, Murla, Parcent, Tárbena és La Vall de Laguar községekkel határos.

## Népesség
A település lakosságának változását az alábbi diagram mutatja:
| Lakosok száma | 380  | 531  | 563  | 589  | 606  | 508  | 419  | 490  | 483  | 559  |
|               | 2001 | 2004 | 2006 | 2009 | 2011 | 2014 | 2016 | 2019 | 2021 | 2024 |